# Ana Kurnjikova
Ana Sergejevna Kurnjikova (rus. Анна Сергеевна Ку́рникова; Moskva, 7. lipnja 1981.) bivša je ruska tenisačica. Unatoč tome što nikada nije osvojila pojedinačni naslov na WTA turniru, zbog svoje ljepote i statusa zvijezde postala je jedna od najpoznatijih svjetskih tenisačica. Na vrhuncu slave ime joj je bilo jedno od najčešćih pretraživanja na Googleu.
Puno je više uspjeha imala u igri parova, gdje je bila svjetski broj 1 i osvojila dva Australian Opena (u paru s Martinom Hingis).

## Životopis
Ana Kurnjikova rođena je u Moskvi u bivšem Sovjetskom Savezu, 7. lipnja 1981. godine. Njezin otac, Sergej Kurnjikov, u to je vrijeme imao 19 godina. Sergej, bivši prvak u hrvanju grčko-rimskim stilom, doktorirao je i postao profesor na Sveučilištu za fizičku kulturu i sport u Moskvi. Njezina majka Alla, koja je Anu rodila s 18 godina, bila je trkačica na 400 metara. Ana je počela trenirati tenis sa 6 godina, da bi s 10 preselila na Floridu, u teniski kamp Nicka Bollettierija.
Nakon brojnih uspjeha u juniorskoj konkurenciji, Kurnjikova je seniorsku karijeru započela s 14 godina, nastupom (i pobjedom) za Rusiju u Fed Cupu. Privukla je pozornost javnosti kada je 1996. godine dospjela do četvrtfinala US Opena, gdje je poražena od Steffi Graf, koja je te godine osvojila turnir. Sljedećih je godina stalno napredovala na WTA listi, a plasman karijere, 8. mjesto, ostvarila je 20. studenog 2000. godine. Igrala je četiri finala WTA turnira, a najbolji rezultat na Grand Slam turnirima joj je polufinale Wimbledona iz 1997. godine (poraz od Martine Hingis).
Tijekom karijere često su je pratile ozljede, tako da se prisilno umirovila 2003. godine, s nepune 22 godine.
Danas Kurnjikova živi u Miamiju. Od studenog 2010. ima i američko državljanstvo. U dugogodišnjoj je vezi s pjevačem Enriqueom Iglesiasom.

### Parovi
Ana Kurnjikova bila je vrlo uspješna u igri parova. Igrala je u 28 finala parova od čega je u 16 pobijedila. Dana 22. studenog 1999. godine postala je prva igračica svijeta na WTA listi parova.

## Stil igre
Glavne su odlike Kurnjikove bile brzina i agresivna igra s osnovne crte. Dobro je odigravala i dijagonale, kao i voleje te skraćene lopte. U igri parova do izražaja je dolazila njezina odlična igra na mreži. Nedostaci su bili veliki broj neforsiranih grešaka te nepouzdan servis.
Kurnjikova je dešnjakinja te je, kao i većina igračica, odigravala dvoručni backhand.

## Nastupi u završnicama WTA turnira

### WTA (0/4)
| Ishod | Godina | Turnir                       | Podloga | Protivnica     | Rezultat      |
| poraz | 1998.  | Key Biscayne, Florida*       | tvrda   | Venus Williams | 6:2, 4:6, 1:6 |
| poraz | 1999.  | Hilton Head, Južna Karolina* | zemlja  | Martina Hingis | 4:6, 3:6      |
| poraz | 2000.  | Moskva*                      | tepih   | Martina Hingis | 3:6, 1:6      |
| poraz | 2002.  | Šangaj                       | tvrda   | Anna Smashnova | 2:6, 3:6      |

- * WTA Tier I

## Rezultati na Grand Slam turnirima

### Pojedinačno
| Grand Slam      | 1996. | 1997. | 1998 | 1999. | 2000. | 2001. | 2002. | 2003. |
| --------------- | ----- | ----- | ---- | ----- | ----- | ----- | ----- | ----- |
| Australian Open | -     | 1k    | 3k   | 4k    | 4k    | 1/4F  | 1k    | 2k    |
| Roland Garros   | -     | 3k    | 4k   | 4k    | 2k    | -     | 1k    | -     |
| Wimbledon       | -     | 1/2F  | -    | 4k    | 2k    | -     | 1k    | -     |
| US Open         | 4k    | 2k    | 4k   | -     | 3k    | -     | 1k    | -     |

### Parovi
| Ishod   | Godina | Turnir              | Podloga | Partnerica     | Protivnice                                 | Rezultat         |
| pobjeda | 1999.  | Australian Open     | tvrda   | Martina Hingis | Lindsay Davenport Nataša Zvereva           | 7:5, 6:3         |
| poraz   | 1999.  | Roland Garros       | zemlja  | Martina Hingis | Serena Williams Venus Williams             | 3:6, 7:6(2), 6:8 |
| pobjeda | 2002.  | Australian Open (2) | tvrda   | Martina Hingis | Daniela Hantuchová Arantxa Sánchez Vicario | 6:2, 6:7(4), 6:1 |

### Mješoviti parovi
| Ishod | Godina | Turnir    | Podloga | Partner        | Protivnici                           | Rezultat      |
| poraz | 1999.  | Wimbledon | trava   | Jonas Björkman | Leander Paes Lisa Raymond            | 4:6, 6:3, 3:6 |
| poraz | 2000.  | US Open   | tvrda   | Maksim Mirny   | Jared Palmer Arantxa Sánchez Vicario | 4:6, 3:6      |

## Plasman na WTA ljestvici na kraju sezone
| 1996. | 1997. | 1998. | 1999. | 2000. | 2001. | 2002. | 2003. |
| ----- | ----- | ----- | ----- | ----- | ----- | ----- | ----- |
| 55.   | 26.   | 13.   | 12.   | 8.    | 74.   | 35.   | 305.  |

## Vanjske poveznice
- Službena stranica
- Profil na stranici WTA Toura